# BUMA/STEMRA
BUMA/STEMRA — две частные организации в Нидерландах, Buma Association (нидерл. Vereniging Buma) и Stemra Foundation (нидерл. Stichting Stemra), которые работают как одна единая компания, занимающаяся защитой авторских прав композиторов и музыкальных издателей в Голландии.

## История
Организация Buma Association голландских музыкальных авторов и издателей была основана в 1913 году, через год после принятия Голландского закона Об авторском праве). В 1936 году, с приходом в обиход граммофона стало возможным копировать музыку. Понимая последствий этого, члены Ассоциации создали фонд, который фокусируется на тиражировании записанных произведений музыки, начиная от грампластинок и компакт-дисков до Интернета и мобильных телефонов.
В 2001 году Buma/Stemra проверяло работу владельцев приложения Kazaa в Голландии. Суд обязал владельцев Kazaa принять меры защиты пользователей от нарушения авторских прав или заплатить штраф. В конце марта 2002 года голландский апелляционный суд отменил раннее постановление и заявил, что Kazaa не несёт ответственность за действия своих пользователей.